# Allocosa aurata
Allocosa aurata là một loài nhện trong họ wolfspinnen (Lycosidae).
Loài này thuộc chi Allocosa. Allocosa aurata được William Frederick Purcell miêu tả năm 1903.